# Pierre Niederberger
Pierre Niederberger, né le 2 février 1928 à Saint-Dizier (Haute-Marne), mort le 23 janvier 1999, homme politique français, médecin, fut président du conseil général de la Haute-Marne de 1984 à 1998.

## Biographie
Il effectue ses études de médecine à Nancy (Meurthe-et-Moselle) et obtient son diplôme de docteur en médecine le 2 octobre 1955. Il s'installe à Wassy (Haute-Marne) où il exerce sa profession. Marié et père de cinq enfants.
Il devient conseiller général du Canton de Wassy le 1er octobre 1967, mais à la suite de la contestation de son adversaire, battu de deux voix, son élection est annulée le 11 décembre par le tribunal administratif de Châlons-en-Champagne. Il est réélu le 10 mars 1968. Il reste ensuite conseiller général jusqu'en 1998 (réélection en 1973, 1979, 1985 et 1992).
Il est longtemps rapporteur de la commission des affaires sanitaires et sociales au sein du conseil général. Il devient conseiller municipal de Wassy le 20 mars 1977 et démissionne le 15 octobre 1979. Il préside le conseil général du 11 novembre 1984 à mars 1998 sous la bannière UDF. Il est élu conseiller régional en mars 1986 et réélu en mars 1992. 
Le 23 janvier 1999, il décède, à la suite d'un malaise cardiaque, dans l'ambulance qui le transporte à l'hôpital de Saint-Dizier. 

## Décorations
- Chevalier de l'Ordre des Palmes académiques.

## Hommage
- Groupe scolaire Pierre-Niederberger à Louvemont (Haute-Marne).